# Gainbridge Fieldhouse
Das Gainbridge Fieldhouse ist eine Mehrzweckhalle in der US-amerikanischen Stadt Indianapolis im Bundesstaat Indiana. Sie ist unter anderem Heimat des NBA-Teams der Indiana Pacers und ersetzte die Market Square Arena von 1974. Eröffnet wurde der Bau am 6. November 1999, rund 27 Monate nach dem Baubeginn.

## Geschichte
Die Halle in Downtown Indianapolis ist seit 1999 die Heimat der Pacers und seit 2000 der WNBA-Mannschaft Indiana Fever. Von 2001 bis 2004 trug die Arena-Football-Team der Indiana Firebirds aus der AFL ihre Spiele im Bankers Life Fieldhouse aus. Kurzzeitig nutze auch die Eishockeymannschaft Indiana Ice aus der USHL von 2012 bis 2014 die Arena. Diese Halle hat bei Basketballspielen eine Kapazität von 18.345 Plätzen. Bei Eishockey- oder Football-Spielen haben 14.400 Zuschauer Platz. 2002 war das damalige Conseco Fieldhouse, neben dem RCA Dome, Spielort der Basketball-Weltmeisterschaft 2002. 2004 wurden in dieser Sportstätte die Kurzbahnweltmeisterschaften im Schwimmen abgehalten. Zur Saison 2012/13 wurde die Halle renoviert. Auffälligste Umbaumaßnahme war die Installation eines neuen Videowürfels in der Haupthalle. Das Bankers Life Fieldhouse bot eine der größten Videowände in der NBA.
Im Februar 2021 sollte die Halle Schauplatz des NBA All-Star Weekend mit dem NBA All-Star Game sein. Die Partie wurde aufgrund der COVID-19-Pandemie nach Atlanta verlegt. Indianapolis wird das All-Star Weekend 2024 ausrichten.
Die Arena wird seit April 2020 modernisiert. Nachdem feststeht, dass die Pacers in Indianapolis bleiben, soll in drei Bauphasen bis 2022 die Heimat des NBA-Teams für 323 Mio. Euro umgebaut werden. Zunächst wird in der ersten Phase die Renovierung im Inneren der Halle durchgeführt. Dies sollte vom 1. Februar bis zum 1. Oktober 2020 stattfinden. Die zweite Phase sollte nach dem geplanten NBA All-Star Game starten und den Außenbereich der Arena mit der Erweiterung der Eingänge und den Abriss des Parkhauses am Bankers Life Fieldhouse betreffen. Die dritte Phase wird 2022 weitere Veränderungen im Innen- und Außenbereich bringen. Dafür sollte die Halle für 60 Tage geschlossen werden. Während des Projekts wird Indiana Fever im Hinkle Fieldhouse auf dem Campus der Butler University spielen.
Bis zum Oktober 2021 wurde die zweite Umbauphase abgeschlossen. Am 1. Oktober gaben Dan + Shay ein Konzert in der Arena. Am 13. Oktober traten die Pacers zu Hause in der Preseason gegen die Memphis Grizzlies (109:107) an. Die letzte Phase soll im Herbst 2022 abgeschlossen werden. Die Anzahl der Logen wurde durch eine neue Konfiguration von 64 auf 52 gesenkt. Auf der unteren Ebene sind es nun 38 statt vorher 28 Logen, dagegen sank die Zahl von 36 auf 14 auf der oberen Ebene. Des Weiteren wurde u. a. unter der Hallendecke ein neuer Videowürfel aufgehängt.
Das WNBA All-Star Game 2025 soll am 19. Juli im Gainbridge Fieldhouse stattfinden.

## Name
Die Halle trug ab der Eröffnung den Sponsorennamen Conseco Fieldhouse, nach dem Finanzdienstleister Conseco, Inc. (heute: CNO Financial Group). Im Dezember 2011 wechselte das Namensrecht zum Versicherungsunternehmen Bankers Life and Casualty und die Arena hieß fortan Bankers Life Fieldhouse. Im März 2018 wurde bekannt, dass der bis zum 30. Juni 2019 laufende Vertrag zwischen der Arena und dem Versicherungskonzern aus Chicago nicht verlängert wird. Die Pacers sind derweil auf der Suche nach einem Ersatz. Ende Juni 2019 lief der Sponsoringvertrag über 20 Jahre aus. Die Halle behielt vorläufig ihren Namen, da noch kein Nachfolger für die Bankers Life and Casualty gefunden war.
Am 27. September 2021 wurde Gainbridge, eine Online-Plattform für Finanzprodukte und -dienstleistungen, neuer Sponsor der Mehrzweckhalle.

## Galerie

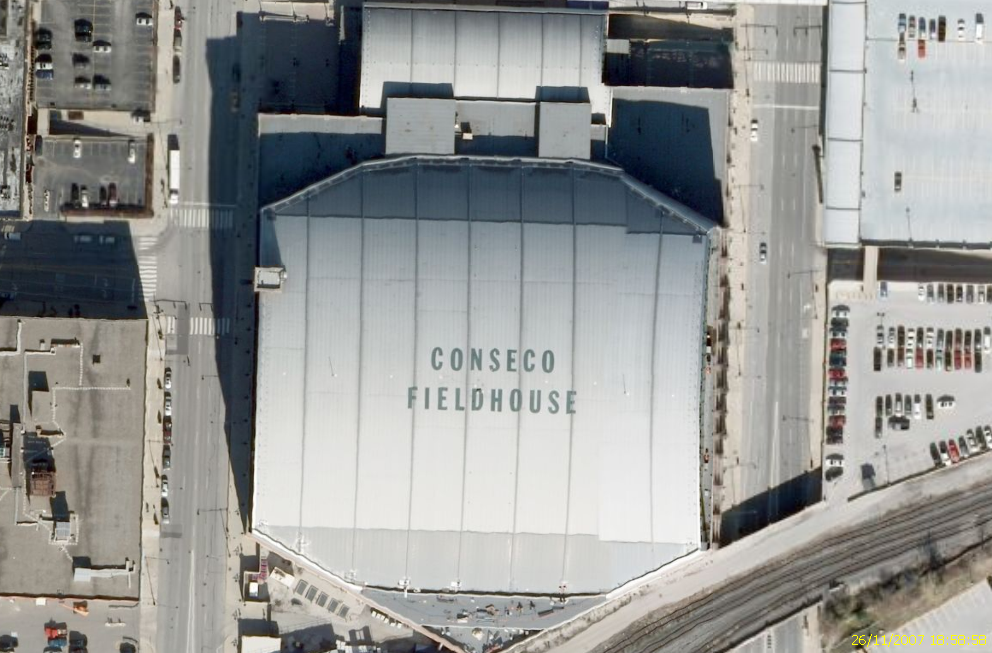
Ansicht von oben
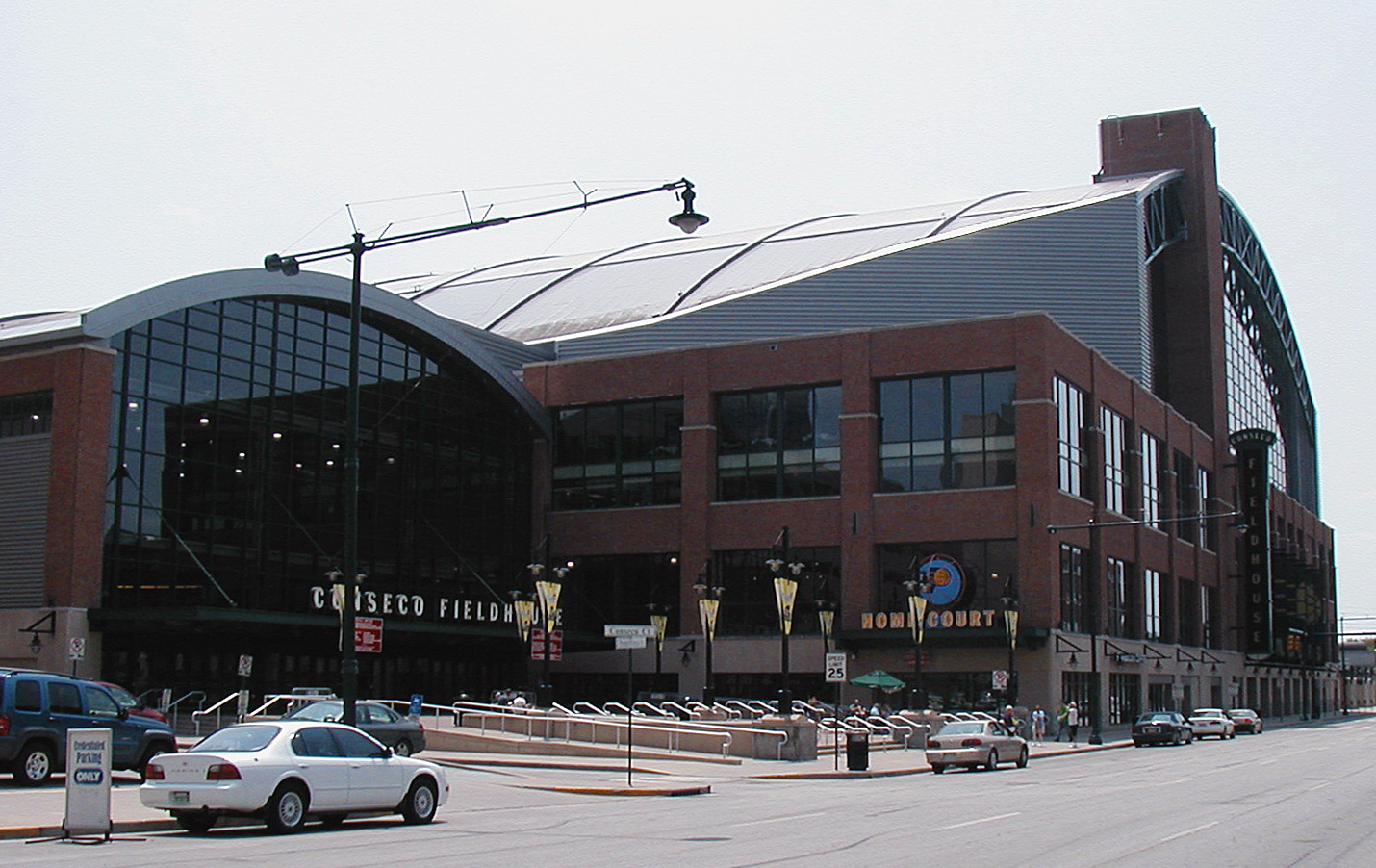
Das Conseco Fieldhouse im Juli 2006
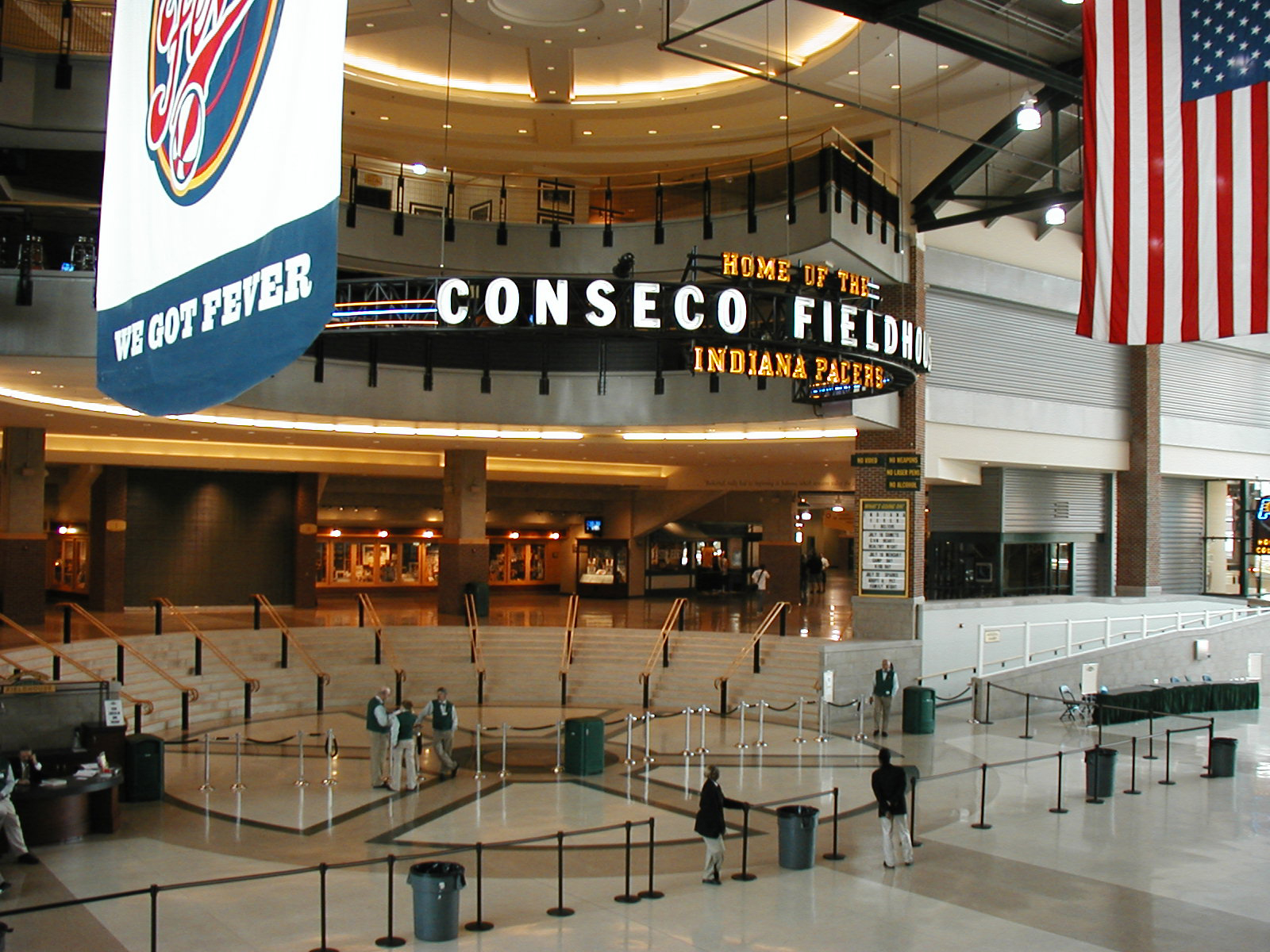
Eingangsbereich des Fieldhouse (Juli 2006)
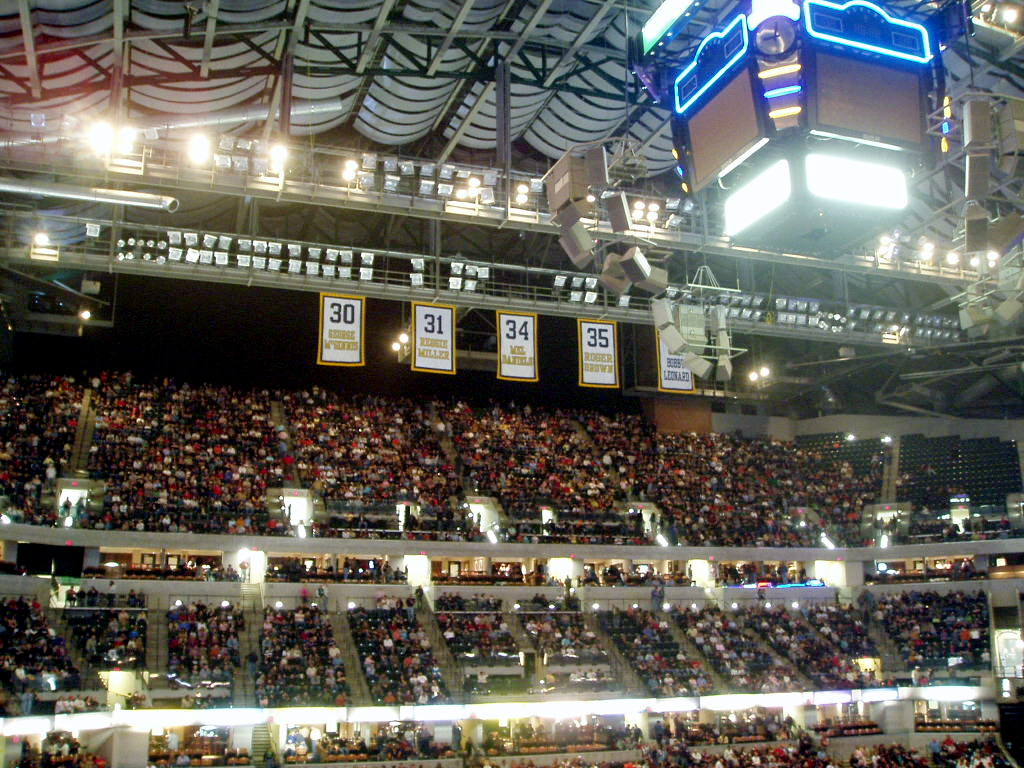
Nicht mehr zu vergebende Trikotnummern unter der Hallendecke (November 2006)
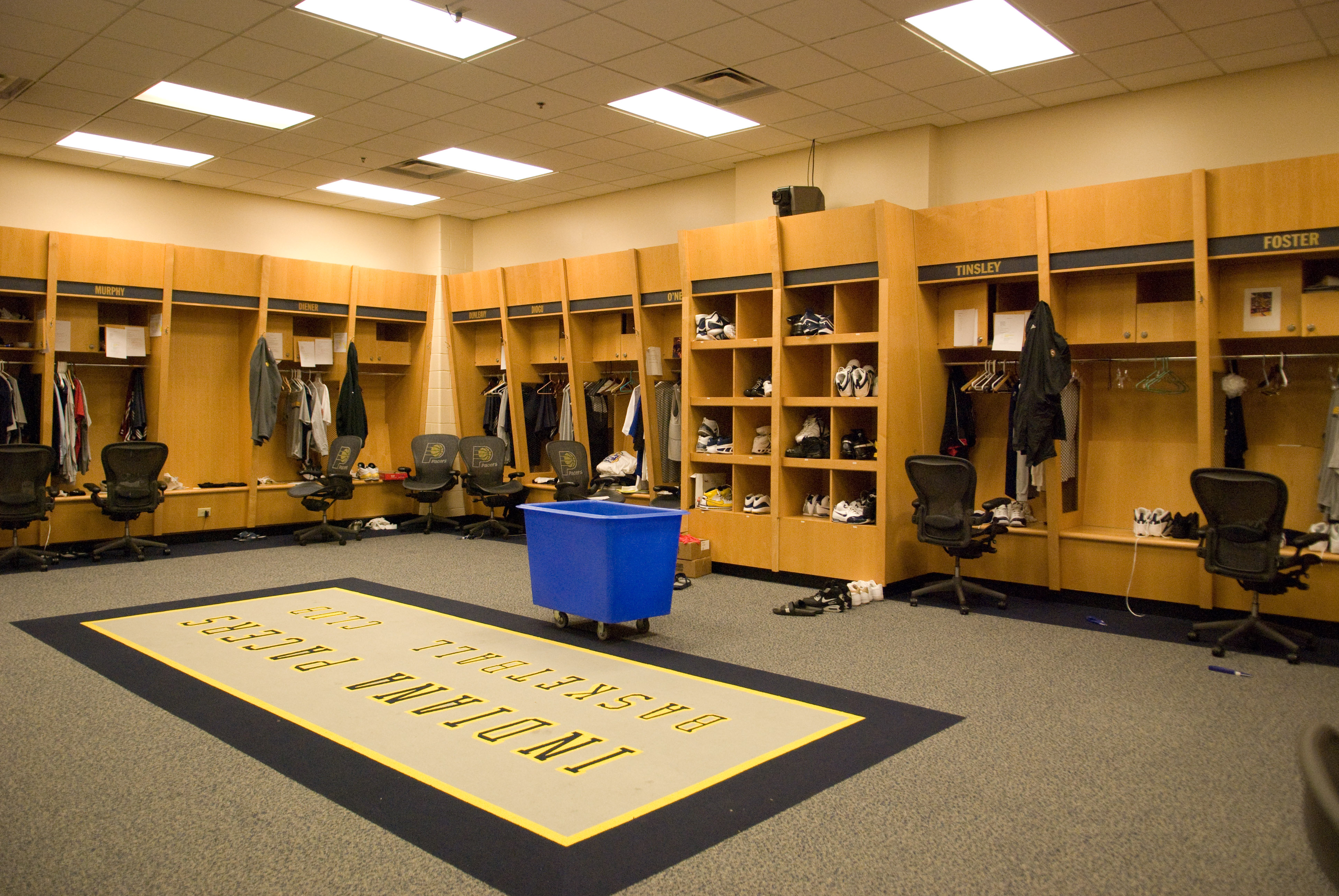
Die Umkleidekabine der Indiana Pacers (Dezember 2007)
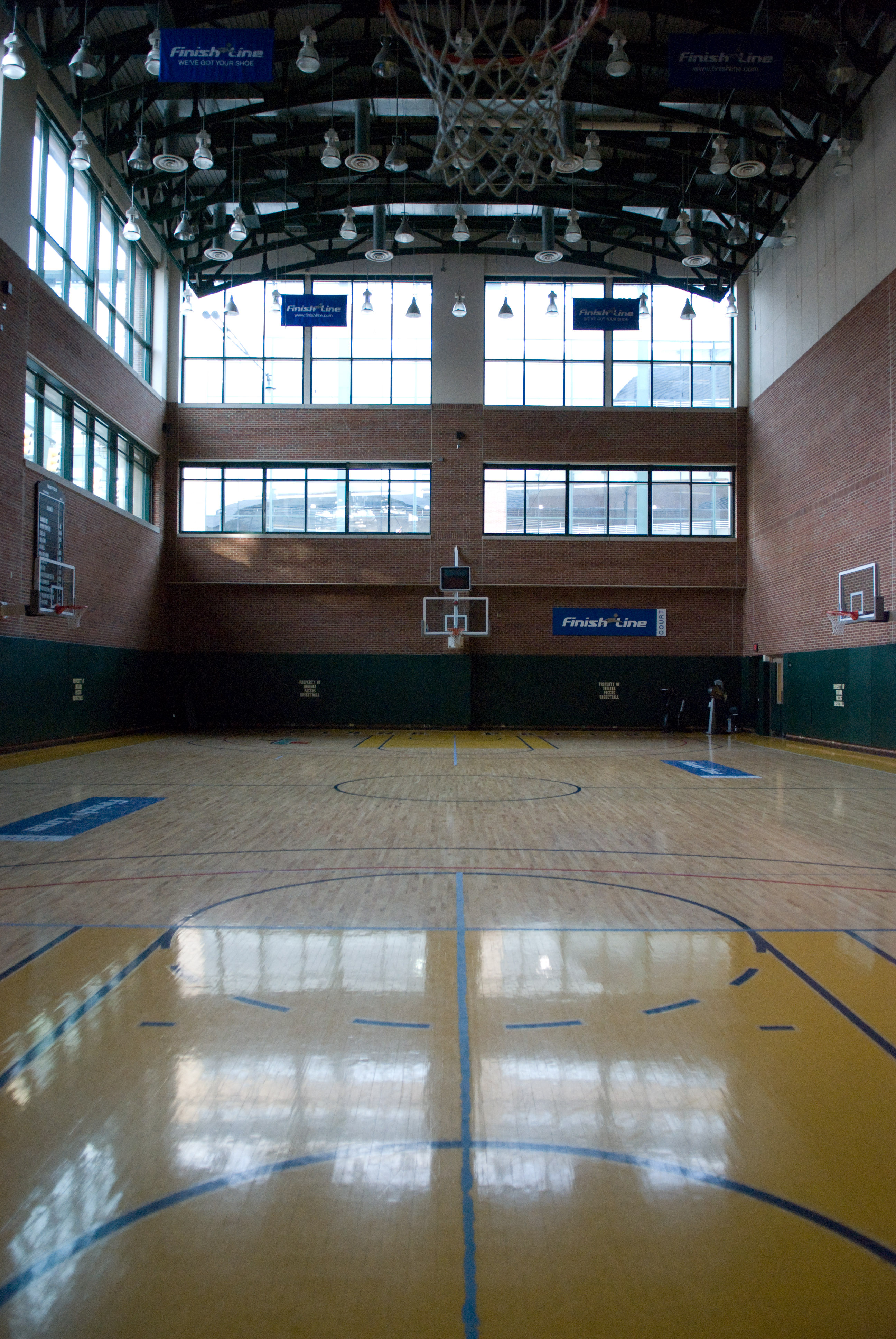
Trainingshalle in der Arena (Dezember 2007)
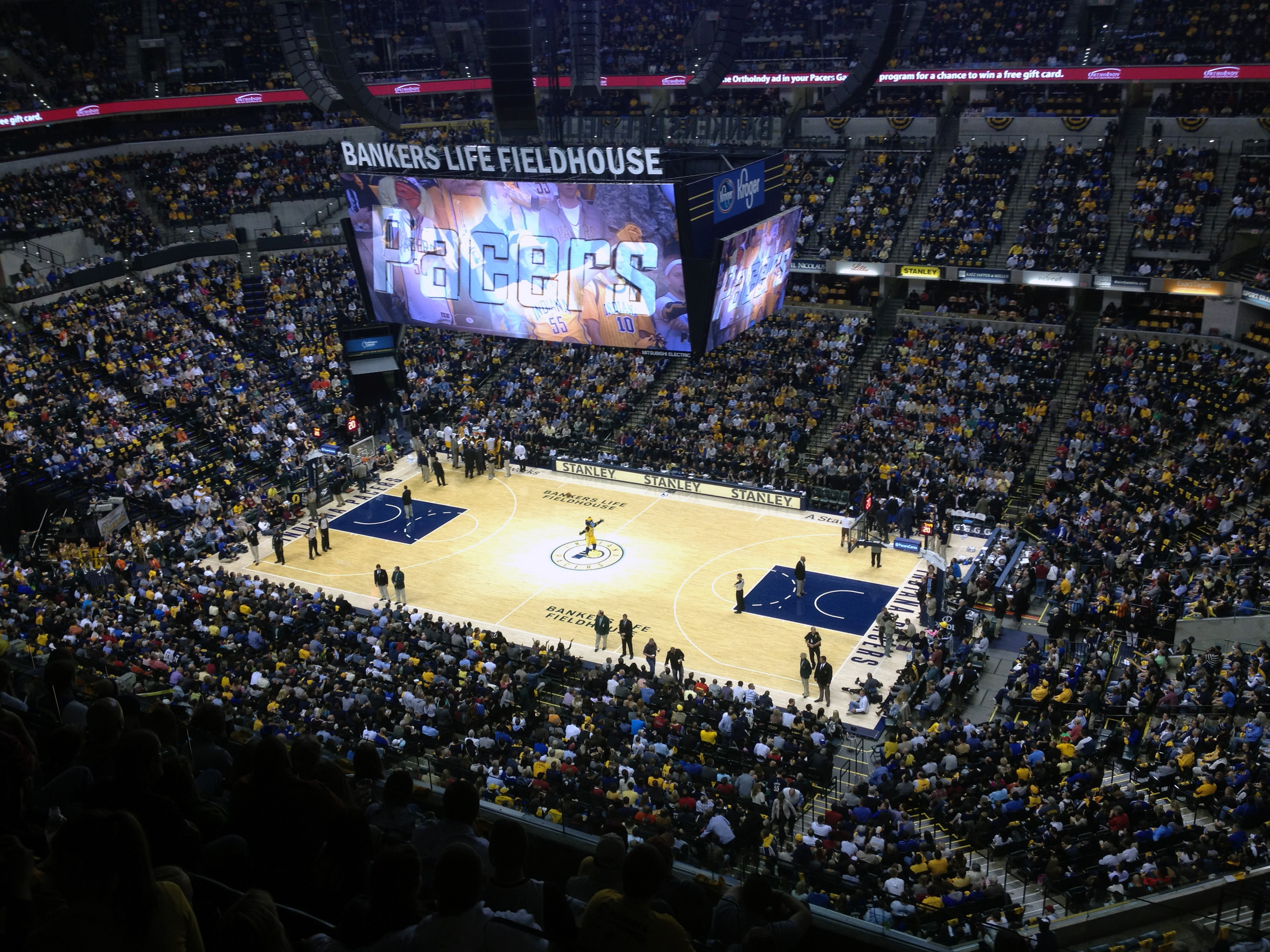
Innenansicht der Arena mit dem neu installierten Videowürfel (Oktober 2013)